# Ікона Божої Матері «Несподівана Радість»
Ікона Божої Матері «Несподівана Радість» — ікона на згадку про прощення одного грішника через святу ікону молитвами Пречистої Богородиці.
Святкування ікони 1 травня та 9 грудня.

## Оповідання описане в книзі святителяДмитрія Ростовського«Руно орошенное»

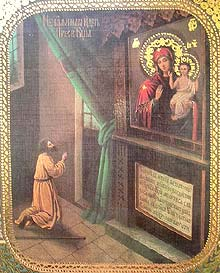
Ікона Божої Матері «Несподівана Радість»

Один лихий чоловік вів грішне життя, але був проте благоговійно прив'язаний до Пречистої, щодня не пропускаючи молячись на Її ікону. Одного разу, зібравшись «йти для гріховної справи», він помолився і раптом побачив, як у Немовляти стали кровоточити виразки на руках, ногах і в боці, а голос Пречистої прорік: 
|  | Ти і інші грішники знов розпинаєте гріхами своїми Мого Сина, як юдеї. Ви називаєте Мене Милосердною, але навіщо ж ображаєте Мене своїми беззаконними справами? |

Приголомшений до глибини душі, з розбитим серцем, благав чоловік Пресвяту Богородицю бути йому Заступницею перед Богом і Клопітницею про прощення його гріхів, на знак прощення цілував виразки Спасителя.

Мати Божа доти не припиняла Своїх молитов за грішника, поки не почула від Господа Ісуса Христа слова: 
|  | Нині прощаються йому гріхи Тебе ради. |

Чоловік той усвідомив глибину свого падіння і за допомогою Божою залишив грішне життя. До кінця днів своїх із сльозами і подякою він молився Божій Матері, по клопотанню Якої отримав несподівану радість покаяння і прощення гріхів від Ісуса Христа.

## Опис
На іконі зображено чоловіка в кімнаті, що на колінах молиться перед розташованим зверху образом Богородиці з Немовлям Ісусом Христом, знизу зазвичай написані перші слова самого оповідання або ж особлива молитва.